# لوري شيفيلد
لوري شيفيلد (بالإنجليزية: Laurie Sheffield)‏ هو لاعب كرة قدم بريطاني في مركز الهجوم، ولد في 27 أبريل 1939 في سوانزي في المملكة المتحدة. لعب مع أولدهام أثلتيك ونادي باري تاون يونايتد ونادي بريستول روفيرز ونادي بيتربورو يونايتد ونادي دونكاستر روفرز ونادي روذرهام يونايتد ونادي لوتون تاون ونورويتش سيتي ونيوبورت كونتي.